# Cabane de Chanrion
La cabane de Chanrion est un refuge de montagne du Club alpin suisse (CAS) dans les Alpes valaisannes. Elle se trouve au sud du barrage de Mauvoisin à 2 462 mètres d'altitude. La cabane est la propriété de la section de Genève et a été construite en 1890, sur la base d'une structure en bois à deux étages. En 1912, la cabane a été agrandie par une extension perpendiculaire. Après cet agrandissement, elle comportait 42 places. La cabane actuelle, en pierre a été construite en 1938 et comporte 73 places.
Une particularité de cette cabane a été la longévité du gardien Hubert Bruchez, qui en a assuré la garde de 1919 à 1969.
Pour les randonneurs, la cabane est accessible depuis le pied du barrage de Mauvoisin, dans le val de Bagnes, à trois heures et demie de marche.